# Konrad Weiß (Politiker)

Konrad Weiß

Eduard Konrad Weiß (* 10. März 1863 in Altdorf bei Nürnberg; † 24. November 1943 in Nürnberg) war ein deutscher Politiker (Freisinnige Volkspartei, DDP).

## Leben und Beruf
Nach dem Besuch der Volksschule in Altdorf absolvierte Weiß, der evangelischen Glaubens war, von zunächst von 1876 bis 1879 die Präparandenschule in Neustadt an der Aisch und anschließend bis 1881 das Lehrerseminar in Altdorf. Nach Tätigkeiten als Lehrer in Fürth und Nürnberg und erfolgreichem Abschluss der Mittelschullehrerprüfung war er ab 1896 Inspektor an der gewerblichen Fortbildungsschule in Nürnberg, wo er 1903 Stadtschulinspektor und 1911 Stadtschulrat wurde.

## Partei
Zunächst gehörte Weiß der Freisinnigen Volkspartei an, die sich 1910 mit anderen linksliberalen Gruppierungen zur Fortschrittlichen Volkspartei vereinigte. Als aus dieser 1918 die Deutsche Demokratische Partei gegründet wurde, beteiligte sich auch Weiß daran.

## Abgeordneter
Weiß war seit 1893 Mitglied des Mittelfränkischen Landrats. Von 1893 bis 1911 war er zudem Mitglied des Nürnberger Gemeindekollegiums und anschließend des Stadtmagistrats. Von 1893 bis 1898 war er Reichstagsabgeordneter für den Wahlkreis Mittelfranken 2 (Erlangen-Fürth), wobei er sich in einer Stichwahl gegen den sozialdemokratischen Kandidaten Segitz durchsetzen konnte. 1898 kandidierte er erneut, kam aber nicht in die Stichwahl. 1919/20 gehörte er der Weimarer Nationalversammlung an und war im Juli 1919 an den abschließenden Verhandlungen zum Weimarer Schulkompromiss beteiligt. Anschließend war er bis 1924 erneut Reichstagsabgeordneter.